# Joseph Lai
Pour les articles homonymes, voir Lai.
Joseph Lai (黎幸麟) est un producteur et distributeur de films hongkongais, fondateur de la société IFD Films and Arts Ltd.

## Biographie
Spécialisé dans les films de série B, il a produit dans les années 1980 de nombreux films réalisés par Godfrey Ho. Joseph Lai a également distribué des dessins animés réalisés en Corée du Sud et a contribué à la diffusion en Occident de très nombreux films d'action asiatiques généralement considérés comme de mauvaise qualité, voire comme des nanars.